# Coração de Maria
Coração de Maria là một đô thị thuộc bang Bahia, Brasil. Đô thị này có diện tích 372,315 km², dân số năm 2007 là 23047 người, mật độ 61,9 người/km².